# F.F. Ulriks Gade
F.F. Ulriks Gade er en ca. 250 meter lang og løber mellem Lyngbyvej og Studsgaardsgade, parallelt med Borthigsgade. Den er en del af Lyngbyvejskvarteret.
Gaden har slangnavnet "Fulderiksgade".

## Gadens historie
Gaden fik sit navn omkring 1907 efter lægen Frederik Ferdinand Ulrik (1818–1917), der virkede som læge 1840–1895, siden 1866 for nogle af de fattigste københavnere. Han var medstifter af Det Radikale Venstre.
Sammen med Emil Hornemann stiftede han i 1865 Arbejdernes Byggeforening, der fungerede indtil 1972. Tanken var at skaffe arbejderne bedre og mere sundhedsvenlige boliger, men hurtigt blev husene for dyre for arbejdere, og i dag er det mere velhavende, der bor i husene.
Arkitekturhistorisk er husene spændende. Rækkehuse (terraced house) med en lille forhave er typiske for arbejderboliger i England, hvor inspirationen tydeligvis er kommet fra. Stilen er nationalromantisk og skulle udtrykke den ypperste danskhed. Dén stilart var dog præget af både hollandsk barok og nordtysk byggeskik som i Møgeltønder.

## Beboere
I 1911 boede urtekræmmer, T.S. Sørensen i nr. 8.
Midten i 1900-tallet lå frisørsalon ”Coty” i nr. 9. Den blev bestyret af Nina Larsen. I nr. 15 der er viktualiehandler Tage Bugstrup Kristensen, ved siden af lå købmand Zilmer og i nr. 22 havde Anna Aggersbo en tobakskiosk, én ud af ca. 2900 i København i 1950'erne.
Bikuben havde en afdeling i gaden i tresserne, hvor også tøjforretningen ”Magasin Bry” lå i nr. 71. Amalie (Maler) Jensens ismejeri på hjørnet af Engelstedsgade er omtalt i Ib Spang Olsens erindringer.